# Jean Castex (architecte)
Pour les articles homonymes, voir Jean Castex (homonymie) et Castex.
Ne doit pas être
confondu avec le premier ministre Jean Castex.
Jean Castex est un historien de l’architecture et un enseignant français, né le 27 août 1942.
Il est spécialiste des questions de typologie.

## Biographie
Au cours de ses études d’architecture à l’École des beaux-arts de Paris, Jean Castex travaille brièvement dans l’atelier Arretche où il participe notamment au premier concours des Halles (1967). Grâce à une bourse (Delano-Aldrich) de remerciement des architectes américains formés au Beaux-Arts de Paris, il passe l’année 1968 à New York, alors en prise avec le mouvement de l’advocacy planning.
D’abord intéressé par la démarche sémiologiste, perçue comme l’opportunité de « rendre la pensée plus scientifique », il opte finalement pour l’histoire : « Pour notre malheur, il a fallu que nous perdions du temps à nous confier à la sémiologie, alors même qu’elle se fanait. »
Il contribue à l’écriture d’un essai qui va devenir un succès de librairie, De l’îlot à la barre (première parution en 1977), sous la direction de Philippe Panerai ; le livre est réédité en 1997, et il est aussi traduit, en anglais notamment. À la notion de typo-morphologie prisée en Italie, il préfère celle de « forme urbaine » Son ouvrage sur Versailles, Lecture d’une ville (1980), constitue le pendant de cette étude morphologique sur la forme de la ville et les types de bâtiments.
À l’issue d’une thèse sur François Mansart centrée sur les aspects typologiques, il est reçu docteur en urbanisme et aménagement. Il enseigne l’histoire de l’architecture à l’École d’architecture de Versailles et en dirige le laboratoire de recherche « histoire architecturale et urbaine - sociétés (Ladrhaus) »,.
En 1987, il publie un livre remarqué et parfois critiqué, Frank Lloyd Wright, le printemps de la Prairie House. Après une Histoire urbaine, anthropologie de l’espace (1995), il publie en 2010, un travail sur l’émergence de la ville moderne au travers du cas de Chicago, Chicago 1910–1930,.

## Publications
- Avec Jean-Charles Depaule et Philippe Panerai, Formes urbaines : de l'îlot à la barre, Paris, Dunod, coll. « Aspects de l'urbanisme », 1977, 230 p. (ISBN 2-04-010198-5 et 978-2-04-010198-5, OCLC 761139963, BNF 34619088), Marseille, éditions Parenthèses, 1997.
- Avec Patrick Céleste, Philippe Panerai, Philippe Panerai, Katherine Burlen (collaboratrice) et Catherine Furet (collaboratrice), Lecture d’une ville : Versailles, Paris, Le Moniteur, coll. « Architecture / Études », 1980, 235 p. (ISBN 2-86282-066-0 et 978-2-86282-066-8, OCLC 600344623, BNF 36143529).
- Frank Lloyd Wright : le printemps de la Prairie House, Liège, Pierre Mardaga, coll. « Architecture + documents », 1985, 154 p. (ISBN 2-87009-306-3 et 978-2-87009-306-1, OCLC 462890884, BNF 35023066, lire en ligne).
- Avec Jean-Louis Cohen et Jean-Charles Depaule, Histoire urbaine, anthropologie de l'espace, Paris, CNRS, coll. « Cahiers-Programme interdisciplinaire de recherche sur la ville », 1995, 135 p. (ISBN 2-271-05392-7 et 978-2-271-05392-3, OCLC 489634114, BNF 35806698).
- Renaissance, baroque et classicisme : histoire de l’architecture 1420–1720, Paris, éditions de la Villette, coll. « Savoir-faire de l'architecture », 2004, 423 p. (ISBN 2-903539-71-5 et 978-2-903539-71-9, OCLC 60845704, BNF 39266797, présentation en ligne).
- L'Espace du jeu architectural : mélanges offerts à Jean Castex, Paris/Versailles, éd. Recherches–École d’architecture de Versailles, 15 novembre 2007, 190 p. (ISBN 978-2-86222-061-1 et 2-86222-061-2, OCLC 470956458, BNF 41251783).
- Chicago 1910–1930 : le chantier de la ville moderne, Paris, éditions de la Villette, coll. « SC », 21 janvier 2010, 400 p. (ISBN 978-2-915456-44-8 et 2-915456-44-5, OCLC 505749679, BNF 41472222, présentation en ligne) Cet ouvrage a reçu le prix La Ville à lire en 2010.